# Taraxacum fulgidum
Taraxacum fulgidum — вид квіткових рослин з родини айстрових (Asteraceae). Вид зростає в Європі: Англія, Уельс, Шотландія, Північна Ірландія, Данія, Швеція, Нідерланди, Бельгія, Німеччина, Польща, Іспанія; це багаторічна рослина помірних біомів.